# Дюла Чеснеки де Милван
Граф Дюла Чеснеки де Милван (на унгарски: cseszneki és milványi gróf Cseszneky Gyula) е унгарски авантюрист.
Произлизащ от унгарската благородническа фамилия Чеснеки де Милван, през 1941 г. той става съветник на Томислав II, крал на Независимата хърватска държава, след което получава графска титла.
През 1943 г. Милван, който има и еврейски произход, е арестуван от Гестапо. Той успява да замине за Унгария, а след края на войната - за Аржентина.